# Перевозка больных

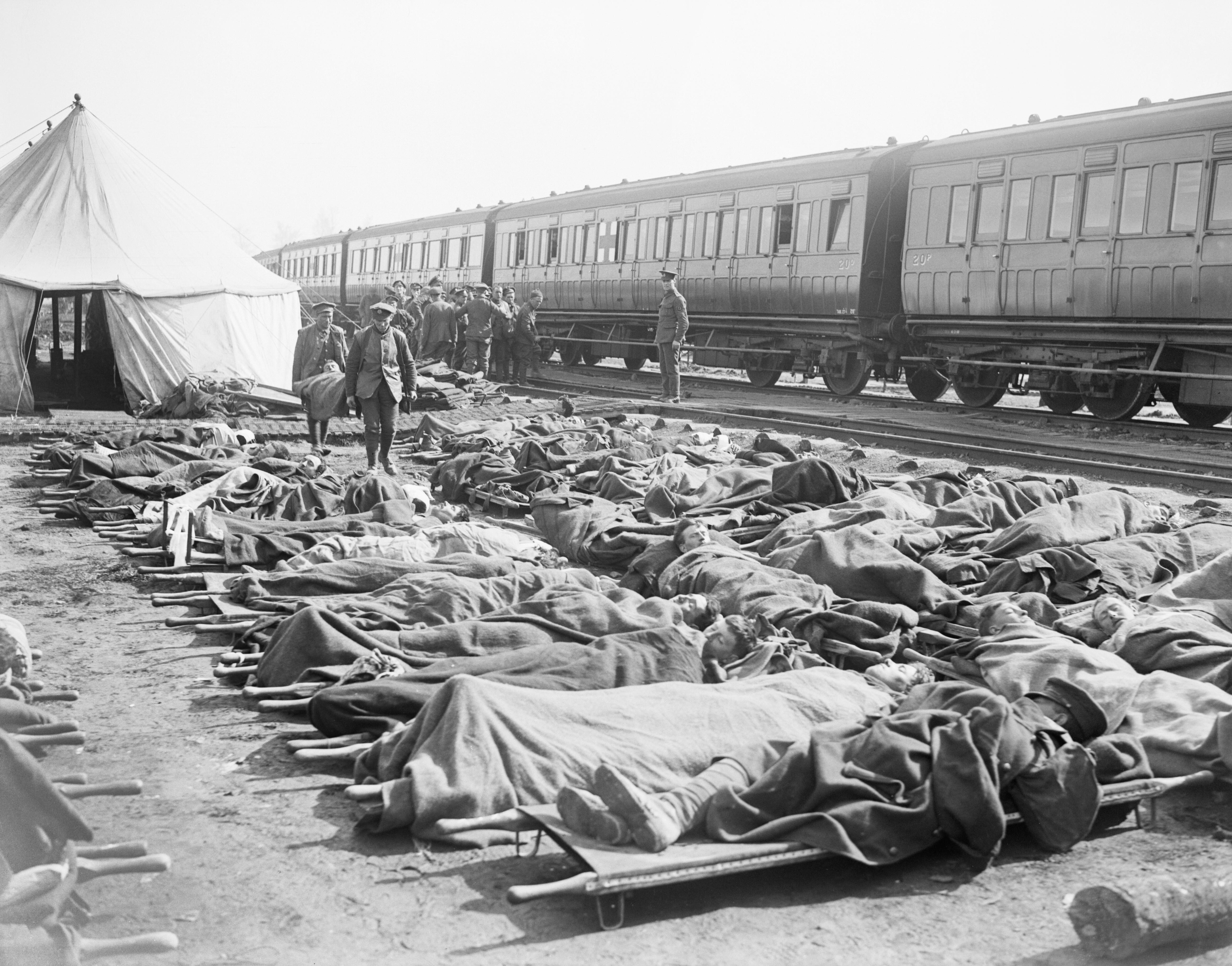
Эвакуированные под Бапом на британском военно-санитарном поезде немецкие и английские военнослужащие раненые в битве при Сен-Кантене, 1918 год

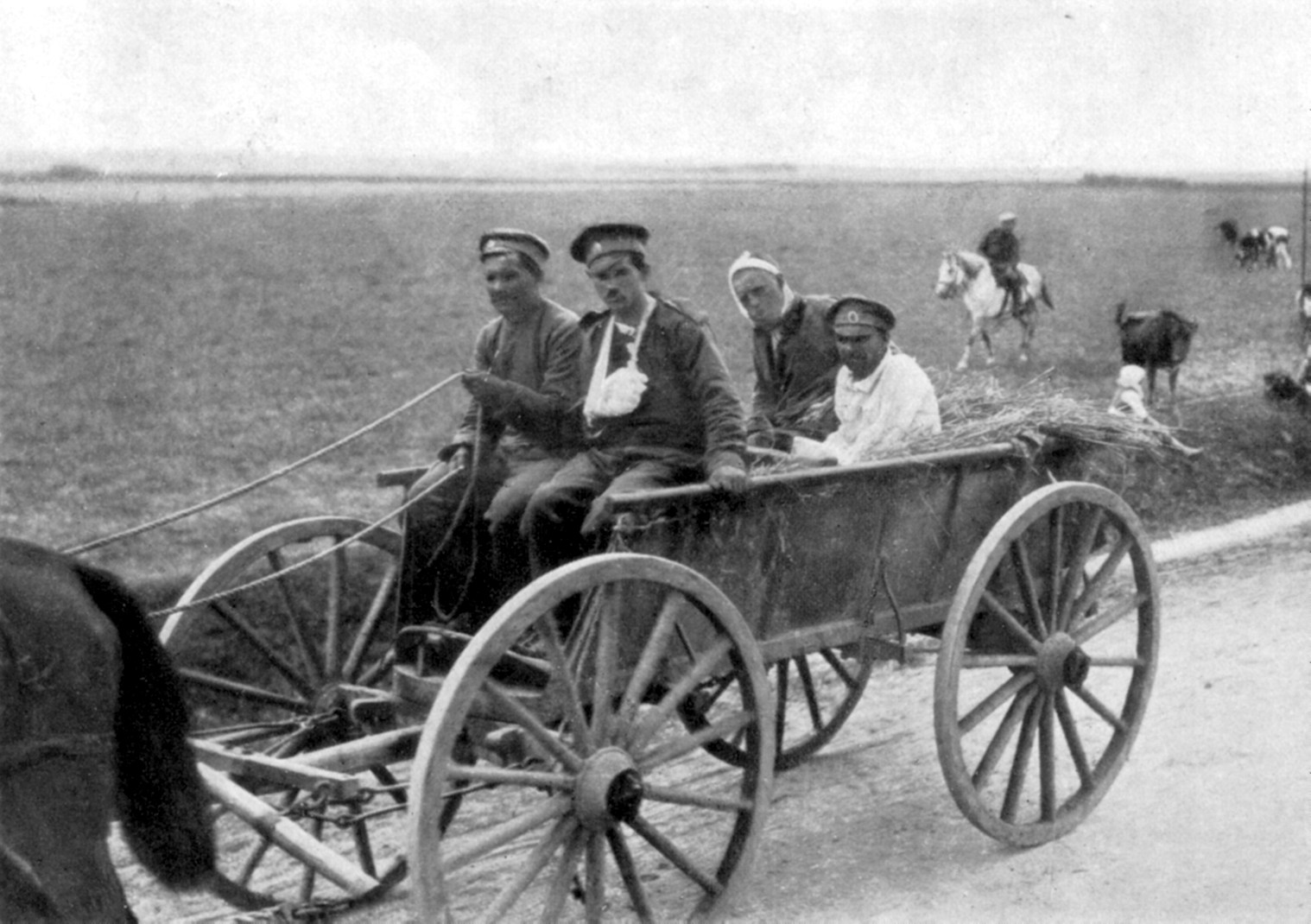
Доставка раненых в русский военный госпиталь, Первая мировая война

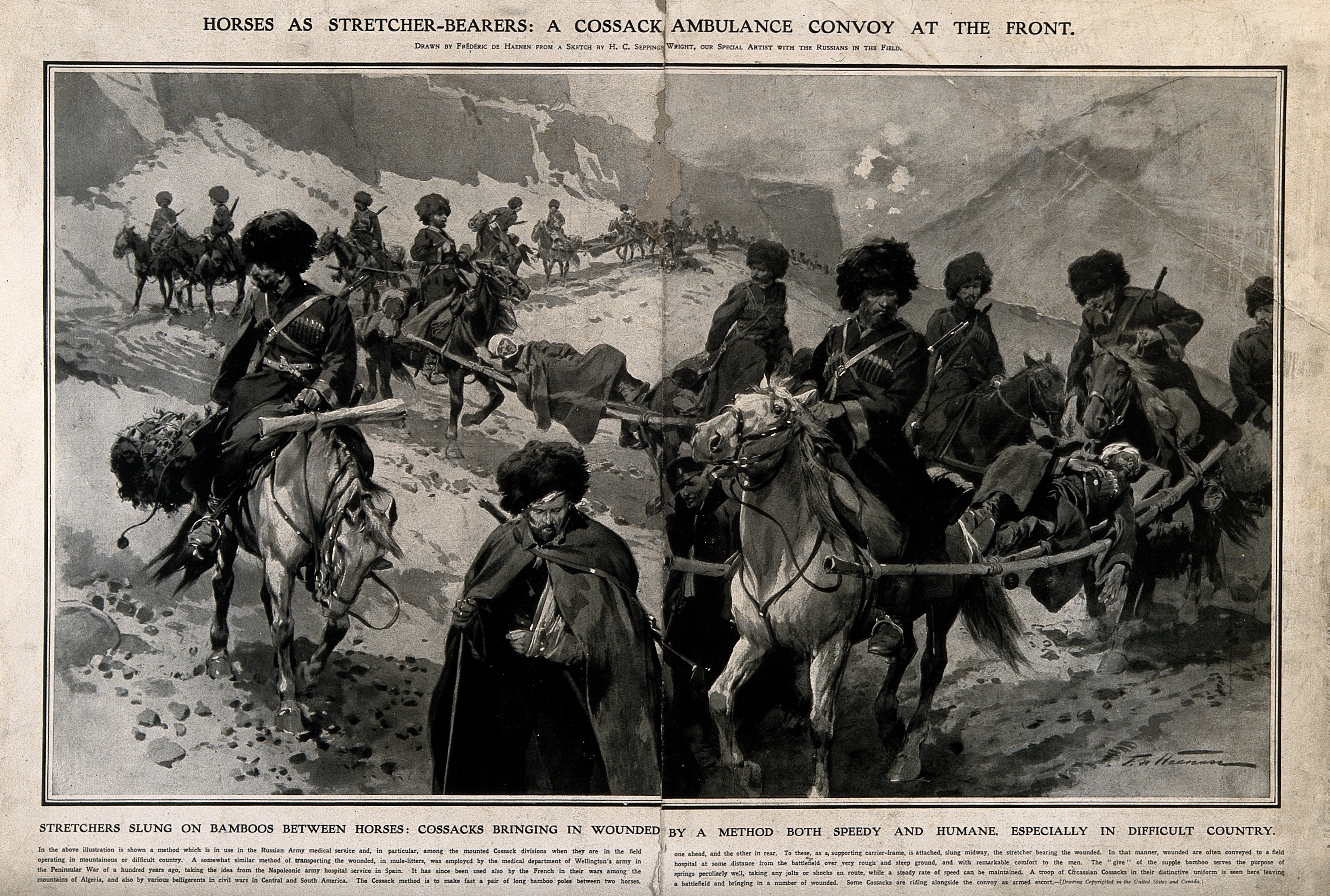
Фредерик де Ханен. Казаки переносят раненных на импровизированных носилках во время Первой мировой войны

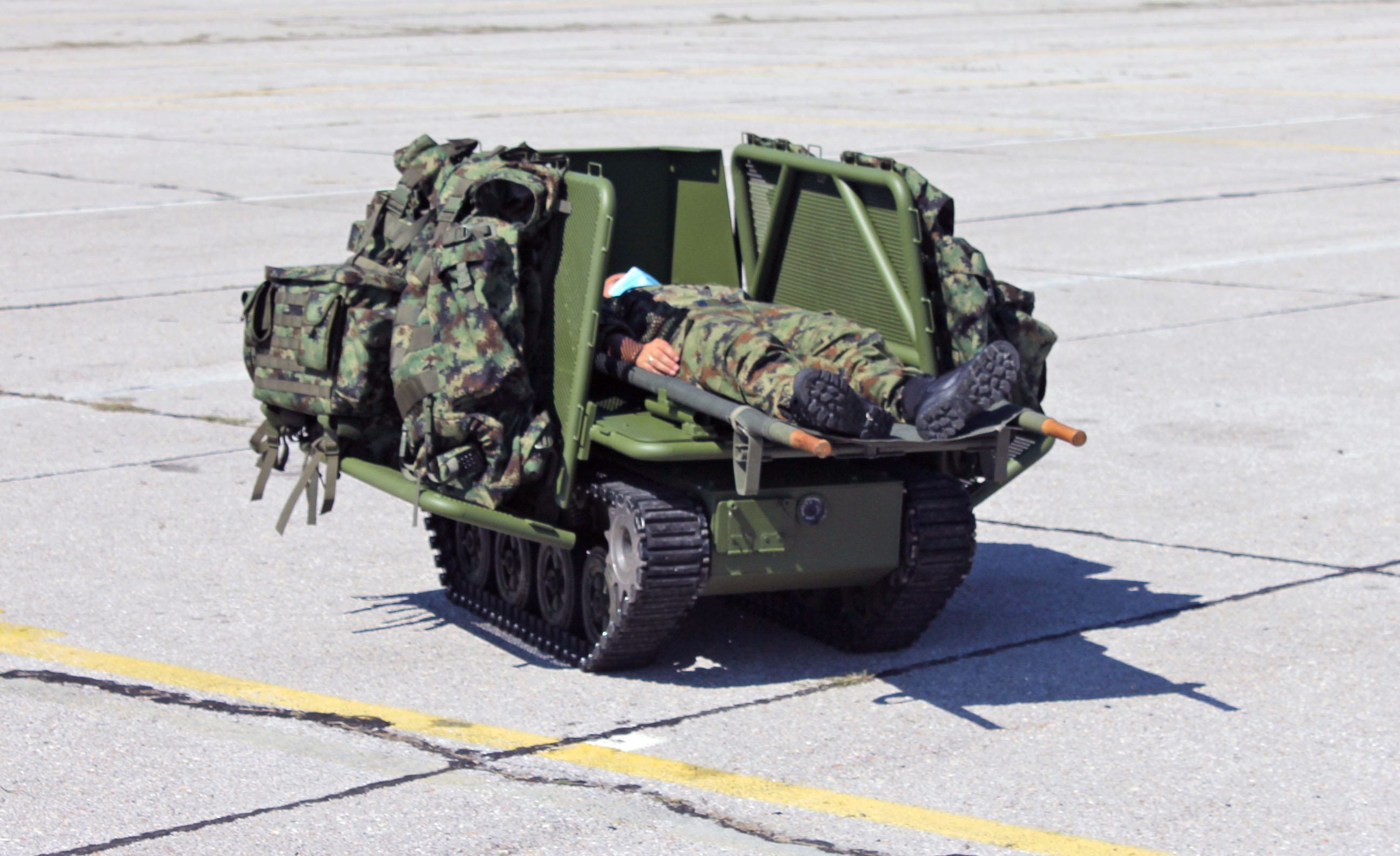
Модификация сербского военного БНТС «Милош» для розыска и эвакуации раненых с поля боя

Перевозка больных и раненых (транспортировка больных и раненых, медицинская эвакуация) — один из видов скорой медицинской помощи. 
Осуществляется в виде доставки пострадавшего или больного из очага или района ЧС после оказания ему первой, доврачебной (фельдшерской) или первой врачебной помощи, на следующий этап медицинской эвакуации, где ему может быть оказана квалифицированная медицинская помощь. В мирное время медицинская эвакуация, как правило, состоит из двух этапов. Первым этапом является оказание медицинской помощи на месте, силами бригады скорой медицинской помощи, вторым этапом является продолжение лечения в стационаре соответствующего профиля. В случае массовых чрезвычайных ситуаций или в военное время медицинская эвакуация осуществляется, как правило, в 3-4 этапа. После оказания медицинской помощи на месте происшествия или ранения, пострадавший доставляется в промежуточный этап медицинской эвакуации (мр, омедб, госпиталь и т.д.), где ему оказывается первая врачебная и(или) квалифицированная медицинская помощь, если состояние больного требует расширения объема медицинского вмешательства до специализированной медицинской помощи и пострадавший способен перенести перевозку, его транспортируют в госпиталь тыла страны, или в ЛПУ, занимающееся профильной патологией. 

## История
Исторически необходимость в создании службы скорой помощи и перевозки больных наиболее остро проявилась после пожара в венском театре комической оперы 8 декабря 1881 года с большим количеством пострадавших, которые не могли самостоятельно добраться до больниц. И такая служба была создана в самые кратчайшие сроки.
В Москве служба скорой медицинской помощи и перевозки больных была открыта 28 апреля 1898 года в соответствии с Приказом обер-полицмейстера г. Москвы № 117.

## Экстренная и плановая перевозка

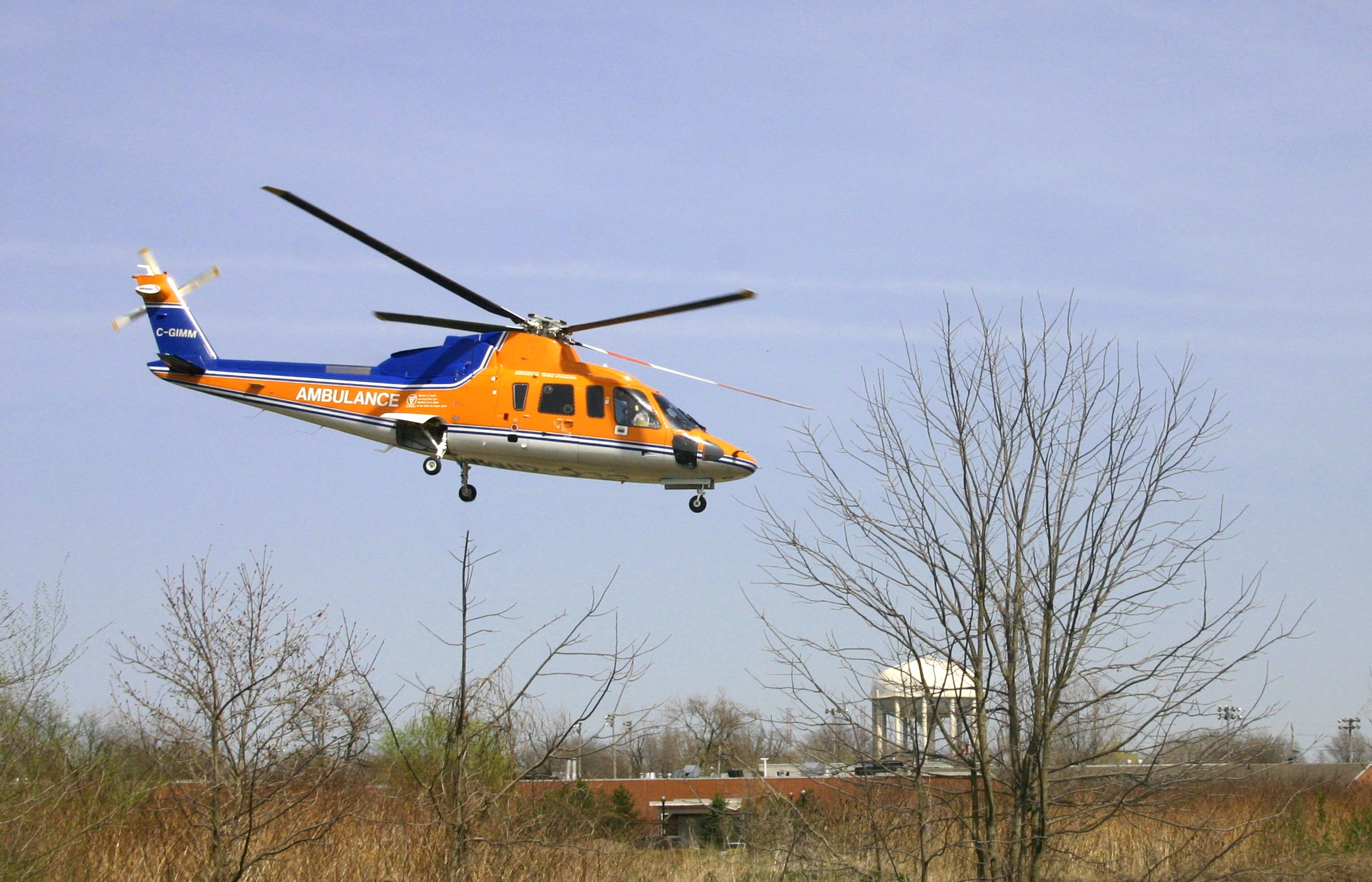
Вертолёт скорой помощи

Несмотря на то, что перевозка больных осуществляется службой скорой медицинской помощи, все же следует подразделять экстренную и плановую перевозку больных.
Экстренная перевозка больных осуществляется немедленно после проведения неотложных мероприятий в случаях, требующих срочного медицинского вмешательства в условиях стационара. Эти функции выполняют, как правило, линейные и специализированные бригады муниципальной службы скорой медицинской помощи. Госпитализацию наиболее тяжелобольных и пострадавших производят в стационары, имеющие профильные отделения (нейрореанимационные, противоинфарктные и т. д.).
Плановую перевозку лежачих больных  могут выполнять платные службы скорой помощи, так как такие перевозки зачастую не входят в обязанности экстренных муниципальных служб. Это может быть перевозка больного на обследование и обратно, от одних родственников к другим, например, для помощи в уходе за больным; а также транспортировки больных на вокзал, в аэропорт или на дачу. Кроме того, частные компании обеспечены различными средствами переноски в зависимости от заболевания и ситуации на вызове (мягкие носилки, иммобилизирующий матрас, кресло-носилки) и достаточным количеством персонала непосредственно для переноски. 

## Принципы перевозки пострадавшего

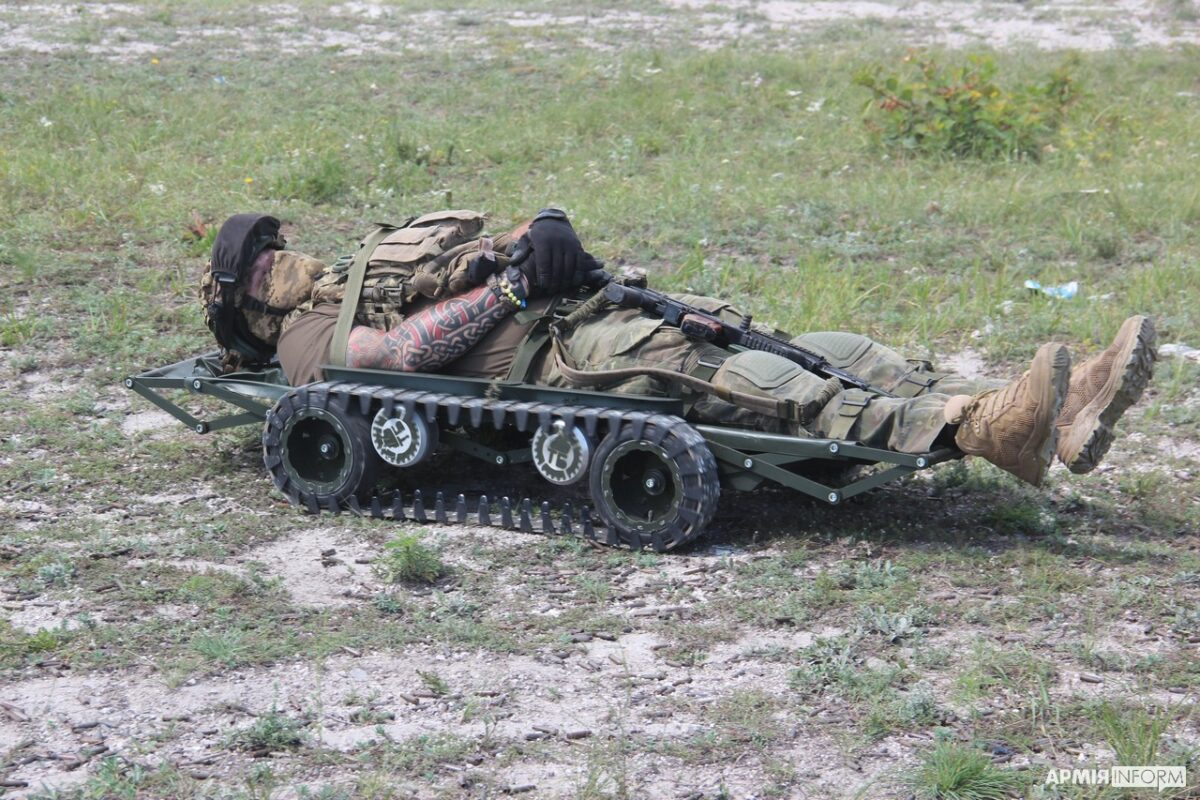
Украинская самоходная дистанционно управляемая гусеничная тележка для выноса-вывоза раненых с поля боя, после оказания само- и взаимопомощи (первой помощи)

Как правило, на носилках, плавно и без толчков. Больного несут ногами вперед при спуске с лестницы и головой вперед при подъеме, стараясь придать носилкам горизонтальное положение. Выполнение этих правил обеспечивает наибольшую безопасность для больного и естественное положение тела во время переноски. Родственникам не следует мешать медицинскому персоналу во время переноски. Наилучшая помощь — это максимально освободить проходы в квартире, на лестничной клетке и в подъезде.
При выносе пострадавшего с поля боя, или из очага массовых санитарных потерь, также может применяться лямка медицинская носилочная, представляющая собой брезентовую ленту с петлей, которая позволяет фиксировать пострадавшего вдоль корпуса и тянуть его как при передвижении по пластунски, так и поднимать из завалов и транспортировать на себе.
В пути следования нельзя кормить и поить больного без предварительной полной остановки санитарного автомобиля. Сопровождающим следует во время движения держаться за поручни, не вмешиваться в лечебные мероприятия, проводимые в пути.
При транспортировке пострадавшего на автотранспорте следует учесть тяжесть его состояния. Легкораненые и пострадавшие средней степени тяжести могут быть доставлены в лечебные учреждения на транспорте общего назначения, например на легковом автомобиле. Тяжелораненые должны транспортироваться на специально оборудованном санитарном транспорте, в мирное время примером такого транспорта является скорая медицинская помощь. Следует помнить, что при транспортировке сроком более 15-20 минут тяжесть пострадавшего смещается на категорию вниз. Так, легкораненый за 20-30 минут перевозки транспортом общего назначения скорее всего перейдет в категорию пострадавших средней степени тяжести. Транспортировка обычным транспортом пострадавших в мирное время допускается только в случае невозможности прибытия специализированного транспорта, или в случае ЧС, когда санитарный транспорт занят более тяжелыми пострадавшими. Стоит предусмотреть правильное размещение личных вещей больного: они не должны загромождать проходы санитарного автомобиля и доступ медицинского персонала к больному. Личные вещи размещаются после того, как больного поместили в автомобиль, а по прибытии в конечный пункт вначале выносят вещи, а потом больного.
Правильная транспортировка пострадавшего, находящегося без сознания, производится в положении на животе (при травмах брюшной полости — на боку).

## Перспективные средства эвакуации раненых с переднего края
С учëтом опыта боевых действий на Украине с широким применением тяжёлого и высокоточного оружия, БПЛА разного типа, в ряде стран ускорились разработки по усовершенствованию средств вывоза раненых с поля боя. В частности ведутся разработки и испытания наземных и воздушных беспилотных аппаратов и систем для этой цели. В том числе для розыска раненых на поле боя, с целью их последующей эвакуации.